# Kapitia
Kapitia is een monotypisch geslacht van spinnen uit de  familie van de Oonopidae (dwergcelspinnen).

## Soort
- Kapitia obscura Forster, 1956